# 小约翰·佩顿·戴维斯
小约翰·佩顿·戴维斯（英語： 1908年4月6日—1999年12月23日）美国外交官，中国通，第二次世界大战期间在中国担任美军观察组成员，美国驻重庆使馆二秘，同情中国共产党，约翰·帕顿·大卫斯曾向罗斯福提交备忘录，反对用美军帮助英国、荷兰和法国重建殖民帝国，指出中国军队的腐败和无能，打通缅北通往中国的陆上交通线颇有价值。在麦卡锡主义时期因“失去中国”受到指责。

## 早年
小约翰·佩顿·戴维斯出生于中国四川成都，是两位浸礼宗传教士约翰·佩顿（John Paton）和老海伦·伊丽莎白·戴维斯（Helen Elizabeth Davies Sr.）之子。他的祖父迦勒·戴维斯（Caleb Davies）是威尔士移民，在克利夫兰从事干货生意。戴维斯在威斯康星大学麦迪逊分校实验部进修两年，又前往燕京大学学习一年，最后在1931年毕业于哥伦比亚大学。随后，他进入外交界，凭借自己与中国的特殊关系，前往中国工作。

## 职业生涯
1942年2月，戴维斯开始在中缅印战区担任史迪威的随员，主要工作地点是印度的阿萨姆和中国的昆明。1942年8月24日，他在短暂回华府时迎娶派翠莎·路易西·格雷迪为妻，之后又返回印度工作。1943年的一天，他与其他人搭乘飞机从印度阿萨姆飞往重庆，不慎遇上飞机引擎故障，飞机迫降于缅甸丛林。戴维斯带领众人逃离那加人的聚居地（这个民族有猎首的习俗），后来于1948年被授予自由奖章。
1944年间，戴维斯是驻延安美军观察组的一员。起初，戴维斯认为美军观察组可以显著削弱苏联对中国共产党的影响，后来却认为共产党是真正可以替代国民党的政治力量。
史迪威被召回后，戴维斯又继续辅佐魏德迈和赫尔利工作，然而他与赫尔利相处并不融洽，因为赫尔利希望由蒋中正领导的国民党统一全国，而戴维斯认为国共合作不可能长久，更认为国民政府腐败无能，是死路一条，而共产党才是中国的未来。随着赫尔利于1944年11月晋升为美国驻华大使，戴维斯在中国的日子就屈指可数了。
1944年12月，戴维斯再次访问延安。这一次，赫尔利严厉地质问戴维斯的动机，指责他拖自己的后腿，不想让国民政府统一全国，还要把他调去莫斯科。1945年1月初，两人再度争吵，赫尔利威胁戴维斯，要举报他是个共产主义者，从而让他的职业生涯就此结束。戴维斯只得在1945年1月9日离开中国，一去不返。
随后，他前往美国驻苏联大使馆担任第一秘书，后来又前往国务院、德国和秘鲁工作，直到1954年为止。

## 受到迫害
由于戴维斯曾预言共产党会打赢内战（而且事实的确如此），更曾建言美国与中华人民共和国交好以抵御苏联影响（二十多年后美国也的确这么做了），不仅抵触冷战初期美国的外交政策，更因此被麦卡锡主义者攻击为“失去中国”的“帮凶”。然而戴维斯在1948到1954年接受审查期间并未被找到什么同情共产主义的线索，甚至还在1950年建议以核武器恫吓苏联，但国务卿杜勒斯还是在1954年中迫于压力建议他辞职。戴维斯拒绝辞职，杜勒斯便借口其“缺乏判断力、不够谨慎、不可信赖”而于1954年11月5日将戴维斯革职。

## 晚年
被革职后，戴维斯与其家人最初留在最后工作过的秘鲁，创立了一家家具公司，名为Estilo，曾获得两次国际设计大奖。1964年，全家回国，1969年戴维斯方得证明自己清白。1999年12月23日，戴维斯在北卡罗来纳州阿什維爾逝世，享年91岁。